# 白馬郷 (易県)
白馬郷（はくばきょう）とは、中華人民共和国河北省保定市易県にある郷である。中心街は、中白馬村である。

## 地理
- 面積70.16㎢
- 人口約1万5000人[1]

## 行政区画
- 中白馬村、東白馬村、西白馬村、南白馬村、北白馬村、七裏荘村、魏家墳村、瑞霞橋村、西張家荘村、盤神廟村、真武廟村、上白羊村、上黄蒿村、西白羊村、南白羊村、東白羊村、馬家荘村、源泉村。[2]